# Amagney
Amagney és un municipi francès situat al departament del Doubs i a la regió de Borgonya - Franc Comtat. L'any 2007 tenia 719 habitants.

## Demografia

### Població
El 2007 la població de fet d'Amagney era de 719 persones. Hi havia 286 famílies de les quals 64 eren unipersonals (20 homes vivint sols i 44 dones vivint soles), 95 parelles sense fills, 95 parelles amb fills i 32 famílies monoparentals amb fills.
La població ha evolucionat segons el següent gràfic:
Habitants censats

### Habitatges
El 2007 hi havia 315 habitatges, 296 eren l'habitatge principal de la família, 7 eren segones residències i 12 estaven desocupats. 284 eren cases i 31 eren apartaments. Dels 296 habitatges principals, 261 estaven ocupats pels seus propietaris, 29 estaven llogats i ocupats pels llogaters i 6 estaven cedits a títol gratuït; 1 tenia una cambra, 11 en tenien dues, 24 en tenien tres, 76 en tenien quatre i 184 en tenien cinc o més. 270 habitatges disposaven pel capbaix d'una plaça de pàrquing. A 108 habitatges hi havia un automòbil i a 163 n'hi havia dos o més.

### Piràmide de població
La piràmide de població per edats i sexe el 2009 era:
| Homes | Edats   | Dones |
| ----- | ------- | ----- |
| 0     | 95 o +  | 0     |
| 0     | 90 a 94 | 4     |
| 0     | 85 a 89 | 4     |
| 0     | 80 a 84 | 8     |
| 4     | 75 a 79 | 12    |
| 24    | 70 a 74 | 20    |
| 24    | 65 a 69 | 24    |
| 36    | 60 a 64 | 24    |
| 32    | 55 a 59 | 36    |
| 24    | 50 a 54 | 20    |
| 32    | 45 a 49 | 32    |
| 40    | 40 a 44 | 24    |
| 12    | 35 a 39 | 24    |
| 8     | 30 a 34 | 12    |
| 8     | 25 a 29 | 12    |
| 16    | 20 a 24 | 8     |
| 20    | 15 a 19 | 36    |
| 40    | 10 a 14 | 16    |
| 28    | 5 a 9   | 4     |
| 0     | 0 a 4   | 12    |

## Economia
El 2007 la població en edat de treballar era de 452 persones, 323 eren actives i 129 eren inactives. De les 323 persones actives 310 estaven ocupades (171 homes i 139 dones) i 13 estaven aturades (6 homes i 7 dones). De les 129 persones inactives 52 estaven jubilades, 49 estaven estudiant i 28 estaven classificades com a «altres inactius».

### Ingressos
El 2009 a Amagney hi havia 301 unitats fiscals que integraven 739 persones, la mediana anual d'ingressos fiscals per persona era de 19.178,5 €.

### Activitats econòmiques
Dels 15 establiments que hi havia el 2007, 1 era d'una empresa de fabricació d'altres productes industrials, 2 d'empreses de construcció, 3 d'empreses de comerç i reparació d'automòbils, 1 d'una empresa de transport, 1 d'una empresa d'hostatgeria i restauració, 2 d'empreses de serveis, 3 d'entitats de l'administració pública i 2 d'empreses classificades com a «altres activitats de serveis».
Dels 6 establiments de servei als particulars que hi havia el 2009, 2 eren tallers de reparació d'automòbils i de material agrícola, 1 lampisteria, 1 electricista, 1 perruqueria i 1 restaurant.
L'únic establiment comercial que hi havia el 2009 era una floristeria.
L'any 2000 a Amagney hi havia 8 explotacions agrícoles.

## Equipaments sanitaris i escolars
L'únic equipament sanitari que hi havia el 2009 era una ambulància.

## Poblacions més properes
El següent diagrama mostra les poblacions més properes.